# Palermo Ladies Open 2020
Palermo Ladies Open 2020, oficiálně 31^Palermo Ladies Open, byl tenisový turnaj pořádaný jako součást ženského okruhu WTA Tour, který se odehrával na otevřených antukových dvorcích Country Time Clubu. Událost probíhala 3. až 9. srpna 2020 v italském Palermu jako dvacátý osmý ročník turnaje. 
V kalendáři ženského ročníku 2020 se palermský turnaj stal prvním od březnového přerušení sezóny pro pandemii covidu-19. Počet diváků na centrálním dvorci s kapacitou 1 500 sedadel byl omezen na 350.
Turnaj s rozpočtem 205 500 dolarů patřil do kategorie WTA International. Nejvýše nasazenou hráčkou ve dvouhře se po odstoupení světové dvojky Simony Halepové a čtrnáctky Johanny Kontaové stala patnáctá žena klasifikace Petra Martićová z Chorvatska. Jako poslední přímá účastnice do dvouhry nastoupila 95. hráčka žebříčku Italka Jasmine Paoliniová.
Druhý singlový titul na okruhu WTA Tour vyhrála Francouzka Fiona Ferrová, která se posunula nové žebříčkové maximum, 44. příčku světové klasifikace. Deblovou soutěž ovládl nizozemsko-slovinský pár Arantxa Rusová a Tamara Zidanšeková, jehož členky na túře WTA vybojovaly první společnou a druhou individuální deblovou trofej.

## Distribuce bodů a finančních odměn

### Distribuce bodů
| Soutěž  | vítězky | finalistky | semifinalistky | čtvrtfinalistky | 16 v kole | 32 v kole | Q  | Q2 | Q1 |   |
| ------- | ------- | ---------- | -------------- | --------------- | --------- | --------- | -- | -- | -- | - |
| dvouhra | 280     | 180        | 110            | 60              | 30        | 1         | 18 | 12 | 1  |   |
| čtyřhra | 280     | 180        | 110            | 60              | 1         | —         | —  | —  | —  | — |

### Finanční odměny
| Soutěž                                | vítězky  | finalistky | semifinalistky | čtvrtfinalistky | 16 v kole | 32 v kole | Q3    | Q2    | Q1    |
| ------------------------------------- | -------- | ---------- | -------------- | --------------- | --------- | --------- | ----- | ----- | ----- |
| dvouhra                               | 20 161 € | 11 290 €   | 6 480 €        | 4 032 €         | 2 540 €   | 1 855 €   | 871 € | 758 € | 645 € |
| čtyřhra                               | 7 258 €  | 4 032 €    | 2 605 €        | 1 597 €         | 1 226 €   | —         | —     | —     | —     |
| částky ve čtyřhře jsou uváděny na pár |          |            |                |                 |           |           |       |       |       |

## Ženská dvouhra

### Nasazení
| Stát                           | Hráčka                   | WTA | Nasazení |
| ------------------------------ | ------------------------ | --- | -------- |
| Chorvatsko                     | Petra Martićová          | 15. | 1.       |
| Česko                          | Markéta Vondroušová      | 18. | 2.       |
| Řecko                          | Maria Sakkariová         | 20. | 3.       |
| Estonsko                       | Anett Kontaveitová       | 22. | 4.       |
| Belgie                         | Elise Mertensová         | 23. | 5.       |
| Chorvatsko                     | Donna Vekićová           | 24. | 6.       |
| Ukrajina                       | Dajana Jastremská        | 25. | 7.       |
| Rusko                          | Jekatěrina Alexandrovová | 27. | 8.       |
| Žebříček WTA k 16. březnu 2020 |                          |     |          |

### Jiné formy účasti
Následující hráčky obdržely divokou kartu do hlavní soutěže: 
- Simona Halepová[10]
- Camila Giorgiová
- Jasmine Paoliniová

Následující hráčky postoupily z kvalifikace:
- Kaja Juvanová
- Ljudmila Samsonovová
- Aljaksandra Sasnovičová
- Nadia Podoroská

Následující hráčka postoupila z kvalifikace jako tzv. šťastná poražená:
- Océane Dodinová

### Odhlášení
před zahájením turnaje
- Anna Blinkovová → nahradila ji  Camila Giorgiová
- Johanna Kontaová → nahradila ji  Tamara Zidanšeková
- Veronika Kuděrmetovová → nahradila ji  Sorana Cîrsteaová
- Světlana Kuzněcovová → nahradila ji  Arantxa Rusová
- Karolína Muchová → nahradila ji  Sara Sorribesová Tormová
- Jeļena Ostapenková → nahradila ji  Patricia Maria Țigová
- Anastasija Sevastovová → nahradila ji  Kirsten Flipkensová
- Iga Świąteková → nahradila ji  Irina-Camelia Beguová

## Ženská čtyřhra

### Nasazení
| Stát                                                                       | Hráčka                   | Stát       | Hráčka                  | WTA  | Nasazení |
| -------------------------------------------------------------------------- | ------------------------ | ---------- | ----------------------- | ---- | -------- |
| Španělsko                                                                  | Georgina García Pérezová | Španělsko  | Sara Sorribes Tormová   | 117. | 1.       |
| Ukrajina                                                                   | Ioana Raluca Olaruová    | Rumunsko   | Dajana Jastremská       | 140. | 2.       |
| Německo                                                                    | Laura Siegemundová       | Belgie     | Yanina Wickmayerová     | 158. | 3.       |
| Nizozemsko                                                                 | Bibiane Schoofsová       | Nizozemsko | Rosalie van der Hoeková | 215. | 4.       |
| Žebříček WTA k 16. březnu 2020; číslo je součtem umístění obou členek páru |                          |            |                         |      |          |

### Jiné formy účasti
Následující pár obdržel divokou kartu do hlavní soutěže:
- Federica Bilardová /  Dalila Spiteriová

## Přehled finále

### Ženská dvouhra
- Fiona Ferrová vs.  Anett Kontaveitová, 6–2, 7–5

### Ženská čtyřhra
- Arantxa Rusová /  Tamara Zidanšeková vs.  Elisabetta Cocciarettová /  Martina Trevisanová, 7–5, 7–5